# 1968년 동계 올림픽 스위스 선수단
1968년 동계 올림픽 스위스 선수단은 프랑스 그르노블에서 개최된 1968년 동계 올림픽에 참가한 올림픽 스위스 선수단이다.

## 메달리스트

### 은메달
- 윌리 파브레 — 알파인 스키, 남자 대회전
- 알로이스 칼린 — 노르딕 복합, 남자부

### 동메달
- 페르나데 보체테이 — 알파인 스키, 여자 대회전
- 진 위키, 한스 칸드리안, 윌리 호프만, 월터 그래프 — 봅슬레이, 남자 4인승
- 조세프 해스 — 크로스컨트리, 50km

## 참조
- 올림픽 공식 결과 보관됨 2012-02-04 - 웨이백 머신